# Гребс-Ніндорф
Гребс-Ніндорф (нім. Grebs-Niendorf) — громада в Німеччині, розташована в землі Мекленбург-Передня Померанія. Входить до складу району Людвігслуст-Пархім. Складова частина об'єднання громад Деміц-Малліс.
Площа — 31,17 км2. Населення становить 536 ос. (станом на 31 грудня 2020).

## Галерея

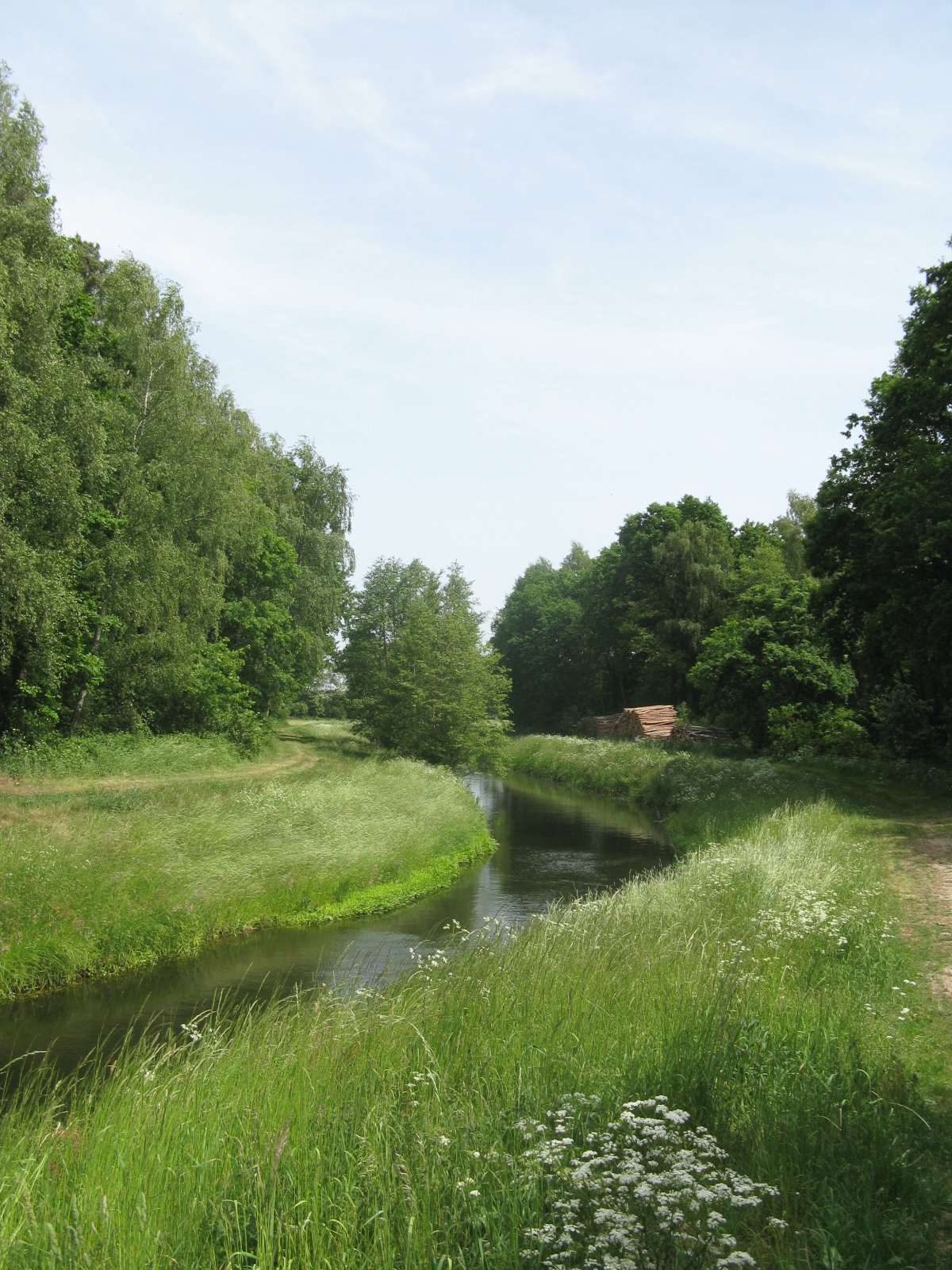
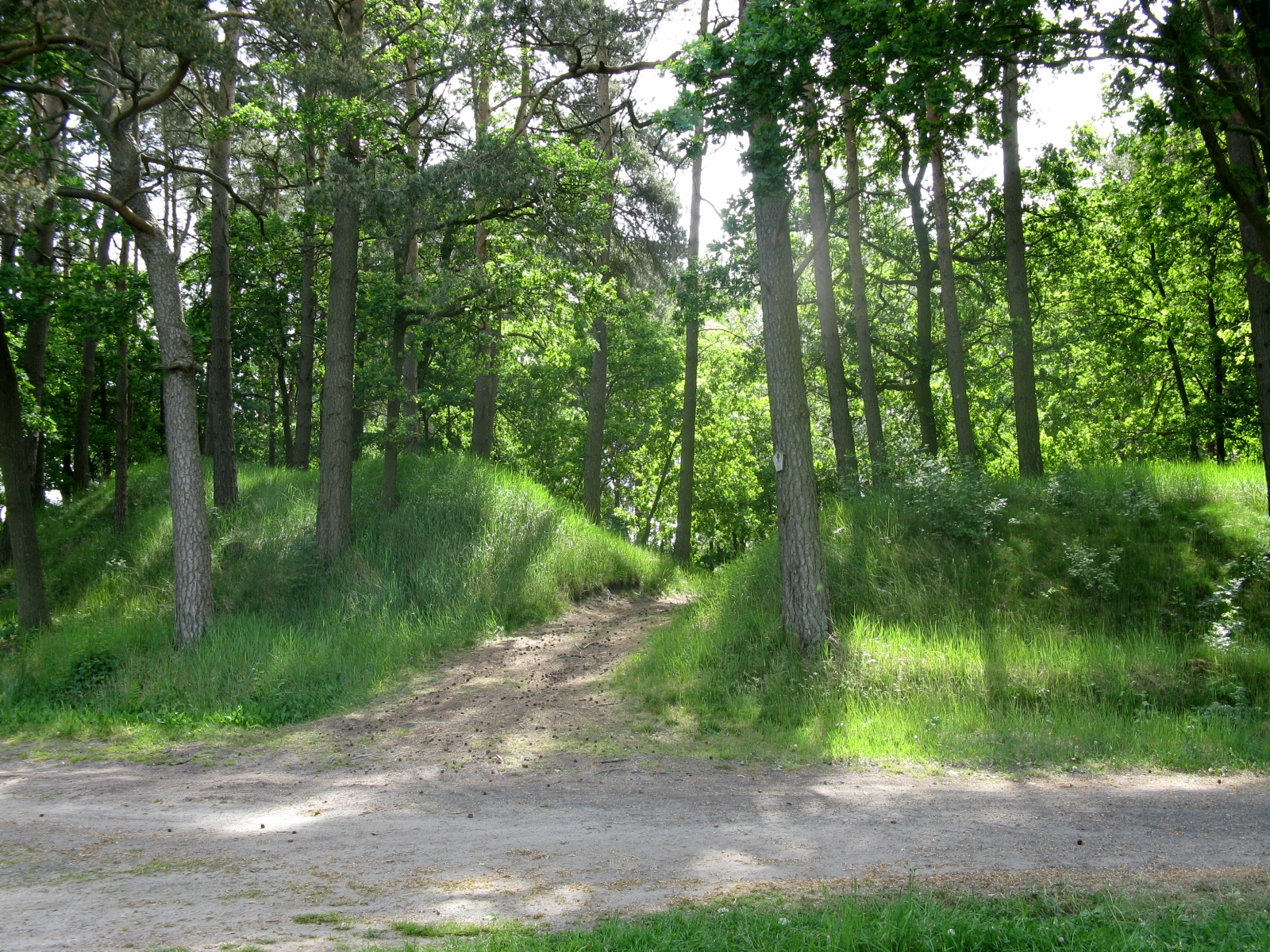
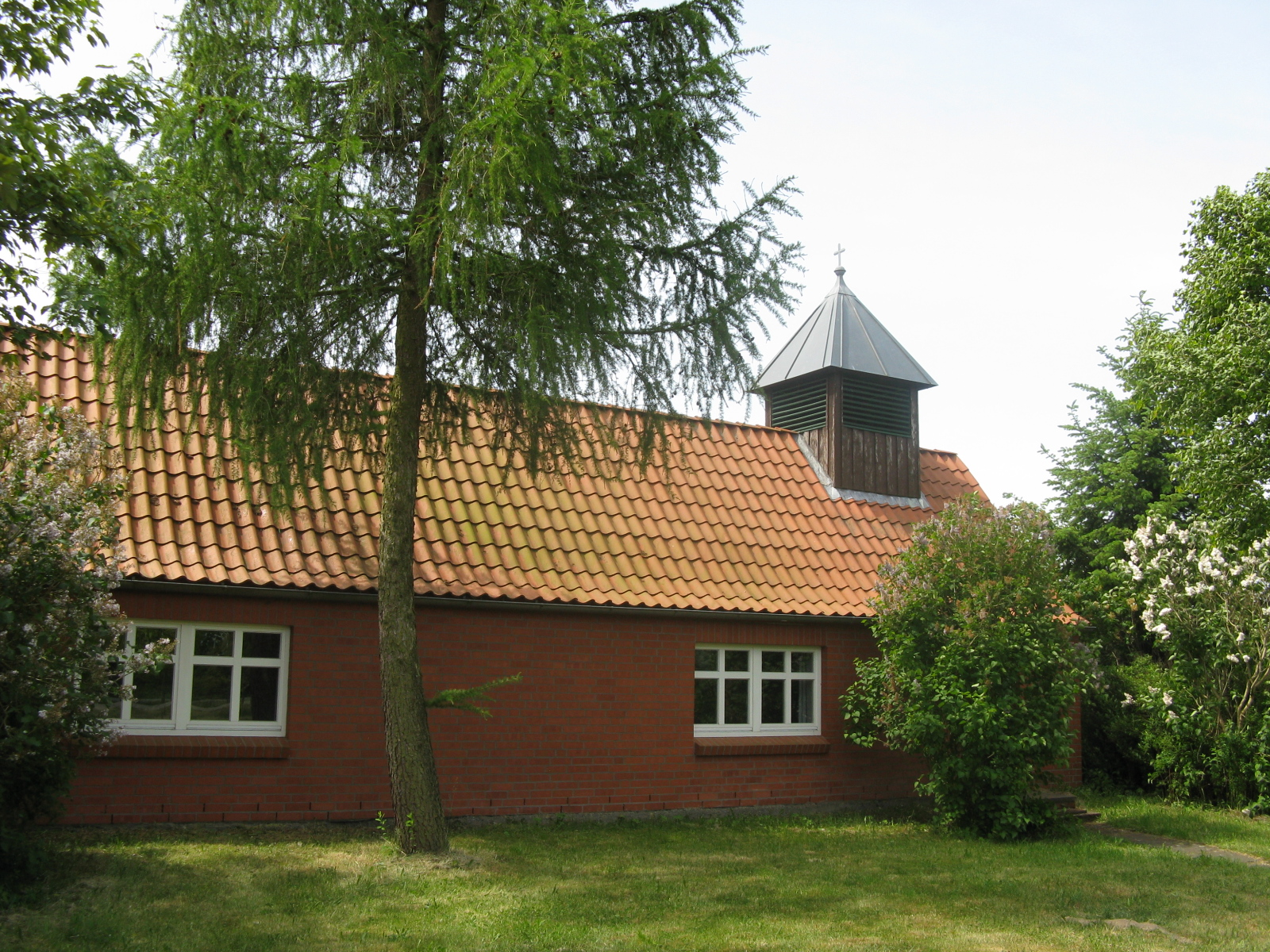